# کاکه‌سیاب (سقز)
کاکه‌سیاب یک روستا در ایران است که در دهستان صاحب واقع شده‌است. کاکه‌سیاب ۳۶۷ نفر جمعیت دارد.